# Jonathan Noyce
Pour les articles homonymes, voir Noyce.
Jonathan Mark Thomas Noyce [nʊɪs], né le 15 juillet 1971 à Sutton Coldfield (Warwickshire, Angleterre), est un musicien anglais, jouant principalement de la basse électrique. C'est un ancien membre du groupe de rock britannique Jethro Tull, avec qui il a tourné et enregistré de 1995 à 2007. Depuis, il joue avec le groupe Archive. Il a aussi travaillé pendant longtemps avec le guitariste Gary Moore.

## Biographie

### Enfance et Jeunesse
Son père Peter était chef de chœur et assistant organiste à la cathédrale de Lichfield, et sa mère Jane était urbaniste. Jonathan Noyce a grandi en écoutant les chorales, les orgues et la musique orchestrale de la petite collection de disques de ses parents. De 16 à 17 ans, il joue des percussions, de la caisse claire, du  timbale et du xylophone dans des orchestres. Il s'essaye ensuite à divers instruments de musique comme le piano, la guitare et la trompette avant de faire un choix sur la  basse. Il touche son premier cachet de musicien comme bassiste à l'âge de 17 - 18 ans. Il a un diplôme de la Royal Academy of Music de Londres.

### Carrière

#### Début de carrière
Jonathan Noyce connaît son premier succès avec le groupe de pop britannique Take That, pour qui il est bassiste de studio en 1993. Pendant cette période il travaille en collaboration avec le producteur Joey Negro alias Dave Lee.
En 1995 il rencontre le guitariste de Jethro Tull, Martin Barre, qui l'invite à jouer sur son album solo The Meeting. C'est ensuite le chanteur de Jethro Tull, Ian Anderson, qui lui demande de se joindre à lui pour sa tournée mondiale Divinities. Quelques mois plus tard quand le bassiste Dave Pegg annonce son départ de Jethro Tull, c'est tout naturellement que Noyce lui succède dans le groupe en août 1995,,,. Il parcourt le monde et enregistre plusieurs albums studio et live avec le groupe jusqu'à son départ en 2007.
Selon ses propres mots, il qualifie sa façon de jouer de « basse furtive » (stealth bass): "Tu ne peux pas l'entendre, mais tu la sens."
En dehors de Jethro Tull, Jonathan Noyce a longtemps accompagné le guitariste Gary Moore; en jouant avec lui sur l'album Old New Ballads Blues, lors du concert en hommage à Phil Lynott, One Night in Dublin, où l'on retrouve plusieurs membres de Thin Lizzy, ainsi que le dernier concert enregistré de Gary Moore, Live at Montreux 2010.
En 2006 il a joué de la basse pour The Divine Comedy sur certaines dates européennes et une apparition à la télévision.
Depuis 2007 Jonathan Noyce est membre du groupe britannique Archive. 
En 2009 Rick Wakeman a appelé M. Noyce pour ses concerts au Hampton Court Palace. Ces spectacles ont également été enregistrés et filmés. The Six Wives of Henry VIII Live at Hampton Court Palace.
En 2010 le musicien retrouve Gary Moore pour plusieurs concerts dans toute l'Europe, avec également le batteur Darrin Mooney et le clavier et guitare Neil Carter. Ce projet Celtic-Rock a pris fin avec la mort soudaine de Moore le 6 février 2011. Le groupe était en répétition juste avant sa mort afin de préparer un album.

#### Carrière ultérieure
Jonathan Noyce joue sur l'album de Mylène Farmer Bleu noir sorti en 2010, et dont trois chansons ont été composées par Darius Keeler du groupe Archive. Il est présent sur scène pour le premier concert du groupe Love Amongst Ruin au Festival Eurosonic en janvier 2010.
En 2012, il retrouve son ancien compère de Jethro Tull Martin Barre pour des shows à travers l'Europe avant de jouer sur l'album solo de Martin Barre Away With Words en 2013. Cette année voit également Noyce rejoindre Sixto Rodriguez pour une série de spectacles comprenant le Montreux Jazz Festival et le Festival de Glastonbury. En décembre il accompagne sur scène le groupe Pentangle pour un concert en hommage à Bert Jansch qui est diffusé à la télévision par la BBC.
Noyce participe aussi à des bandes originales de films comme I Am Ali et Agents très spéciaux : Code UNCLE (The Man from UNCLE) ou Le Roi Arthur : La Légende d'Excalibur de Guy Ritchie.
En 2019, il retrouve Mylène Farmer lors de ses 9 concerts donné par la chanteuse à Paris La Défense Arena.

## Influences
• J.S. Bach, The Beatles, Miles Davis, Aphex Twin, Squarepusher, Tom Petty & The Heartbreakers
• silence, chimie, sonar.

## Équipement

### Instruments
Principaux instruments de M. Noyce sont 
- une guitare 1960 Fender Precision Bass[18] (qui a un jumeau identique, faite par Fender Masterbuilt artisan Ian Waller)
- des basses Yamaha (BB1100s, fretless, BB3000 & BB2025X)
- des basses Wal (mesure 4, 4 fretless et 5 cordes), Fender Musicmaster
- une Fender Jazz Bass 1964
- une basse Epiphone Rivoli
- une acoustique Guilde (Guild)
- une Zeta Crossover UEB
- une Music Man StingRay Bass [19]
- une basse de Höfner

Les cordes de ses basses sont des D'Addario et des flatwounds.
Il joue aussi des claviers (principalement Minimoog).

### Effets
Il a deux pédaliers faites par le système de la chaîne de pédale personnalisée. Les deux sont presque identiques, avec une
- Tech 21 Sansamp classique
- Zvex Woolly Mammoth
- Fondateur OC2
- Ibanez CS505
- Lehle 3at1 commutation

et des câbles par le système de la chaîne de pédale personnalisée.

### Amplificateurs
M. Noyce utilise 
- des SWR amplificateurs SWR Sound Corporation depuis plus de vingt ans et sa principale plate-forme en direct actuelle utilise un
- ampli SM900 et Henry  the 8x8 carcasse.

Dans le studio il utilise un des amplificateurs 
- combo SWR Redhead
- SWR Mo'Bass
- Fender Bassman
- Ampeg Portaflex
- Wallace